# Erica Nådin
Erica Anna Nådin, född 26 mars 1995 i Åtvids församling, Östergötlands län, är en svensk politiker (socialdemokrat). Hon var riksdagsledamot (tjänstgörande ersättare) 2019 för Östergötlands läns valkrets.
Nådin var tjänstgörande ersättare i riksdagen för Teresa Carvalho 11 februari – 30 november 2019. I riksdagen var Nådin extra suppleant i socialförsäkringsutskottet.